# Bifteck à la florentine
Le bifteck à la florentine (en italien, bistecca alla fiorentina), également appelé simplement fiorentina, est l'une des spécialités culinaires les plus connues de la Toscane, en Italie.
C'est un morceau de jeune bœuf (Bos taurus) de Chianina ou de Maremmana avec une préparation spécifique : la coupe de la viande est en forme de T (comme le T-Bone américain), soit de vertèbre lombale.
La viande est grillée et accompagnée ou non de légumes, haricots toscans à l'huile d'olive (fagioli cannellini) ou salade. D'une cuisson « saignante », la viande est à peine cuite et toujours rouge à l'intérieur.

## Définition

Mise en évidence de la zone de la longe et des côtes, dont dérive la coupe de viande.

Le bifteck à la florentine est obtenu en coupant le faux-filet (la partie correspondant aux vertèbres lombaires, la moitié du dos du côté de la queue) de veau ou Bos taurus : un os en forme de T est disposé au milieu, un bifteck d'aloyau, avec le filet d'un côté et la surlonge de l'autre.
L'expert culinaire Pellegrino Artusi, dans son manuel La scienza in cucina e l'arte di mangiar bene, définit la coupe du steak comme suit : « Steak florentin. Le nom de notre steak dérive de beef-steak, un mot anglais signifiant bull rib, qui n'est rien d'autre qu'une côtelette avec son os, un doigt ou un doigt et demi d'épaisseur, coupé de longe de veau. » La définition d'Artusi n'est pas correcte, car le veau, à Florence et en général dans toute la Toscane, est considéré comme une viande blanche, c'est-à-dire provenant d'animaux âgés de 0 à 6 mois, qui se nourrissent encore exclusivement de lait et, donc, ne convenant pas  au steak florentin classique.

## Histoire
L'histoire du bifteck à la florentine est au moins aussi ancienne que la ville dont il tire son nom et ses traces remontent dans le temps. Cependant, sa tradition, sa célébrité et son nom datent de la célébration de la fête de saint Laurent (mort sur le gril) et de la famille Médicis. À l'occasion de San Lorenzo, le 10 août, la ville était illuminée à la lueur de grands feux de joie, où de grandes pièces de bœuf étaient rôties puis distribuées à la population.
Florence à l'époque des Médicis est un carrefour important où l'on peut rencontrer des voyageurs du monde entier et on dit qu'à l'occasion d'un San Lorenzo des chevaliers anglais étaient présents aux célébrations à qui on a offert de la viande rôtie sur les feux. Ils l'appelèrent beef steak dans leur langue en référence au type de viande qu'ils mangeaient. De là, une traduction adaptée à la langue courante a créé le mot bistecca qui nous est parvenu.
Une autre version remonte aux Anglais, présents à Florence dans les années 1800, qui ont laissé des traces significatives dans la cuisine toscane. C'étaient des gens aisés, qui pouvaient aussi s'offrir des coupes de viande fine, comme le steak de bœuf, mais aussi comme le rosbif, qui est également présent dans la cuisine florentine.
La consommation de bœuf grillé ne s'est toutefois pas répandue en Italie avant le XIXe siècle.

## Préparation

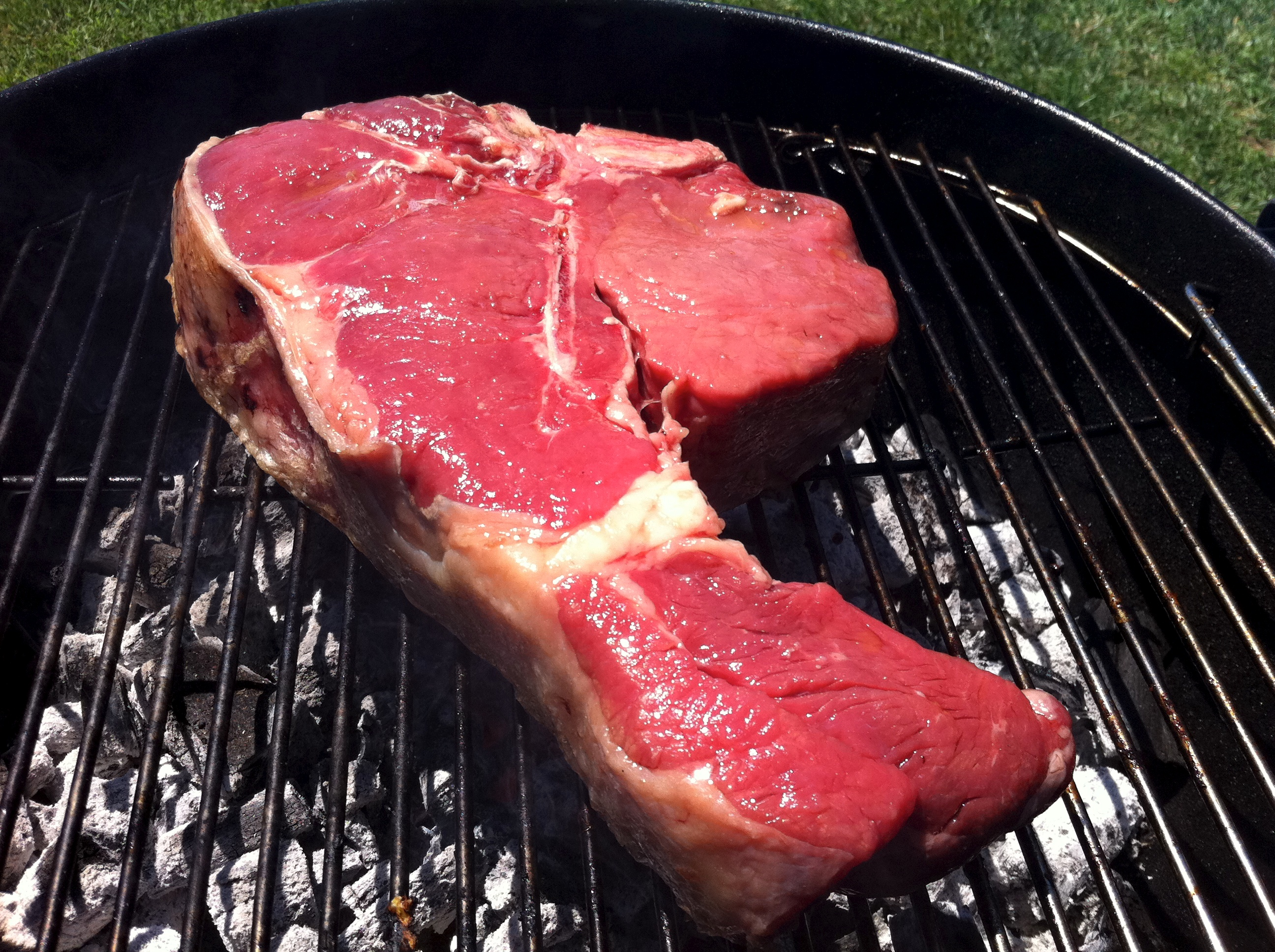
Préparation au barbecue.

La viande, préalablement vieillie au moins deux semaines dans les chambres froides, doit être à température ambiante au moment de la cuisson. La coupe est d'environ 1-1,5 kg, l'épaisseur d'environ 5-6 cm.
Des braises de charbon de bois abondantes sont utilisées pour chauffer le gril, en utilisant de préférence du charbon de bois de chêne, de chêne vert ou d'oliviers. Les braises doivent être très vives, juste voilées par une légère couche de cendres, sans flamme. Les plaques de cuisson, les grils à gaz, électriques ou en pierre réfractaire, etc., sont à éviter absolument. La viande doit d'abord être très proche des braises, afin qu'une croûte aromatique se forme le plus rapidement possible, obtenant la réaction de Maillard, puis après la première minute elle doit être portée à un feu plus doux.
La viande est posée sans assaisonnement, opération fondamentale pour éviter qu'elle ne durcisse ; il ne faut la retourner qu'une seule fois en la faisant cuire environ 3 à 5 minutes de chaque côté, pas plus. Enfin, il faut la cuire debout, côté os, pendant 5 à 7 minutes, jusqu'à ce que les traces de sang disparaissent (qui n'est pas du sang, mais de la myoglobine, une protéine). Le steak doit être suffisamment épais pour tenir debout tout seul. Cependant, il existe une autre école qui soutient que la viande ne doit pas être cuite debout.
Une bonne cuisson est le secret de tout le goût de ce plat : la viande doit être colorée à l'extérieur et rouge, moelleuse et juteuse à l'intérieur, tiède, mais pas cuite. Pour cette raison, elle ne doit pas être retournée à l'aide de fourchettes ou de tout autre ustensile de cuisine qui pourrait la pénétrer et briser la croûte qui se forme au début de la cuisson. Elle doit être tournée, légèrement pincée, à l'aide d'un outil approprié, car l'outil peut faire s'échapper les précieux jus qui lui donnent du goût.
Il existe une troisième façon de la cuisiner, appelée « saisie à l'envers » ; elle consiste à chauffer la pièce de viande (au gril ou au four traditionnel) jusqu'à une température à cœur d'environ 52° pendant au moins deux heures. Ensuite, le steak est placé dans un gril ou une poêle (de préférence en fonte) préalablement chauffés (ils doivent être chauds) pour créer une croûte brune et savoureuse, qui est la conséquence de la réaction de Maillard. Enfin, le steak est laissé à reposer pendant 4 à 5 minutes puis servi en essayant de le couper à « contre-courant ».
Pellegrino Artusi met en garde : « Si vous l'assaisonnez au préalable avec de l'huile ou autre chose, comme le font beaucoup de gens, elle prendra un goût de fumée et sera écœurante. »
L'accompagnement traditionnel sont des haricots cannellini à l'huile d'olive et aussi de la salade. Il doit être arrosé de citron par le convive et pas avant. À table, il se marie bien avec un bon Chianti Classico.

## Conséquences de l'épidémie d'encéphalopathie spongiforme bovine
La viande bovine avec os a été interdite dans l'Union européenne, les cinq premières années des années 2000 en raison d'une recrudescence de la propagation de l'encéphalopathie spongiforme bovine, également connue sous le nom d'ESB ou « maladie de la vache folle ». Déjà en 1994, l'Union européenne avait interdit l'utilisation de farines d'origine animale pour l'alimentation des bovins par mesure de précaution, tandis que la Grande-Bretagne à partir du 1er août 1996 obligeait l'élimination de la colonne vertébrale des bovins lors de l'abattage. En 1998, l'UE a imposé un registre des cas confirmés aux États membres. Ce n'est qu'à partir du 31 mars 2001 jusqu'à la levée de l'interdiction en octobre 2005, que la protection de la santé publique devient urgente et conduit à une réglementation stricte jusqu'à la fin de la crise sanitaire internationale : pour le prix Nobel de physiologie ou médecine Stanley Prusiner il existe une corrélation entre l'ESB et une nouvelle variante de la maladie de Creutzfeldt-Jakob affectant les humains.
Le bifteck à la florentine a disparu des tables italiennes pendant près de cinq ans à la suite du blocage de la vente de bœuf avec os mis en place pour endiguer le risque de propagation de l'ESB. La disposition législative exigeait l'ablation de la colonne vertébrale et de la moelle épinière des animaux à abattre, bien qu'aucun cas d'ESB n'ait jamais été diagnostiqué chez les bovins Chianina et Maremma élevés à l'état sauvage dans les zones géographiques respectives du sud de la Toscane.
Au lieu de cela, dans d'autres États, en raison de l'absence de cas suspects, la mesure de l'UE de 2001 a accordé une dérogation à la vente de viande avec os : parmi ceux-ci figurent la Suède, la Finlande et l'Autriche où le bifteck d'aloyau était autorisé. Dans d'autres États, même s'ils sont gravement touchés comme le Royaume-Uni (où 170 000 cas ont été recensés, données de 2001) ou moins comme le Portugal (497 cas, données de 2001), la dérogation a été accordée parce que le système de prévention et de contrôle était jugé efficace.
D'une manière générale, la propagation de la « maladie de la vache folle » en Europe a eu de graves conséquences sur l'économie et la zootechnie : il y a eu d'énormes abattages de bovins infectés et la destruction des farines animales ; l'interdiction de vente et de distribution des parties avec os, plus à risque de propager la maladie, prévoyait de lourdes amendes, et déjà la première année de l'urgence, une dotation extraordinaire de 300 milliards de Bruxelles était prévue pour l'abattage des animaux au-dessus de 30 mois et l'élimination des colonnes vertébrales. La plupart des cas d'ESB ont été découverts en Grande-Bretagne,. Le 1er janvier 2006, l'interdiction a été levée.